# Tkvartsjeli (stad)
Tkvartsjeli (Georgisch: ტყვარჩელი; Abchazisch: Тҟәарчал, Tkwartsjal; Russisch: Ткварчели) is een stad in de Georgische autonome en feitelijk afgescheiden republiek Abchazië. De stad is gesitueerd op ongeveer 260 meter boven zeeniveau aan de rivier Galidzga, en ligt ongeveer 77 kilometer ten oosten van de Abchazische hoofdstad Soechoemi.
Tkvartsjeli ligt voor de Georgische wet in het district Otsjamtsjire, maar voor het Abchazische gezag is de stad het centrum van het district Tkvartsjeli. De stad had tijdens de Sovjet-Unie een belangrijke steenkoolmijn, wat ook haar bloei betekende. 

## Toponiem
Het toponiem Tkvartsjeli zou volgens Georgische etymologen afgeleid zijn van het Mingreelse woord voor Cyclaam, 'tkvartsjelia' (ტყვარჩელია). Volgens Abchazische etymologen is een waarschijnlijke oorsprong het Abchazische woord 'kvartsjal' (Ҟәарчџьал) dat staat voor 'fort heuvelrug'. Dit zou overeenkomen met de heuvelrug langs de linkeroever van de Galidzga-rivier bij Tkvartsjeli.

## Geschiedenis

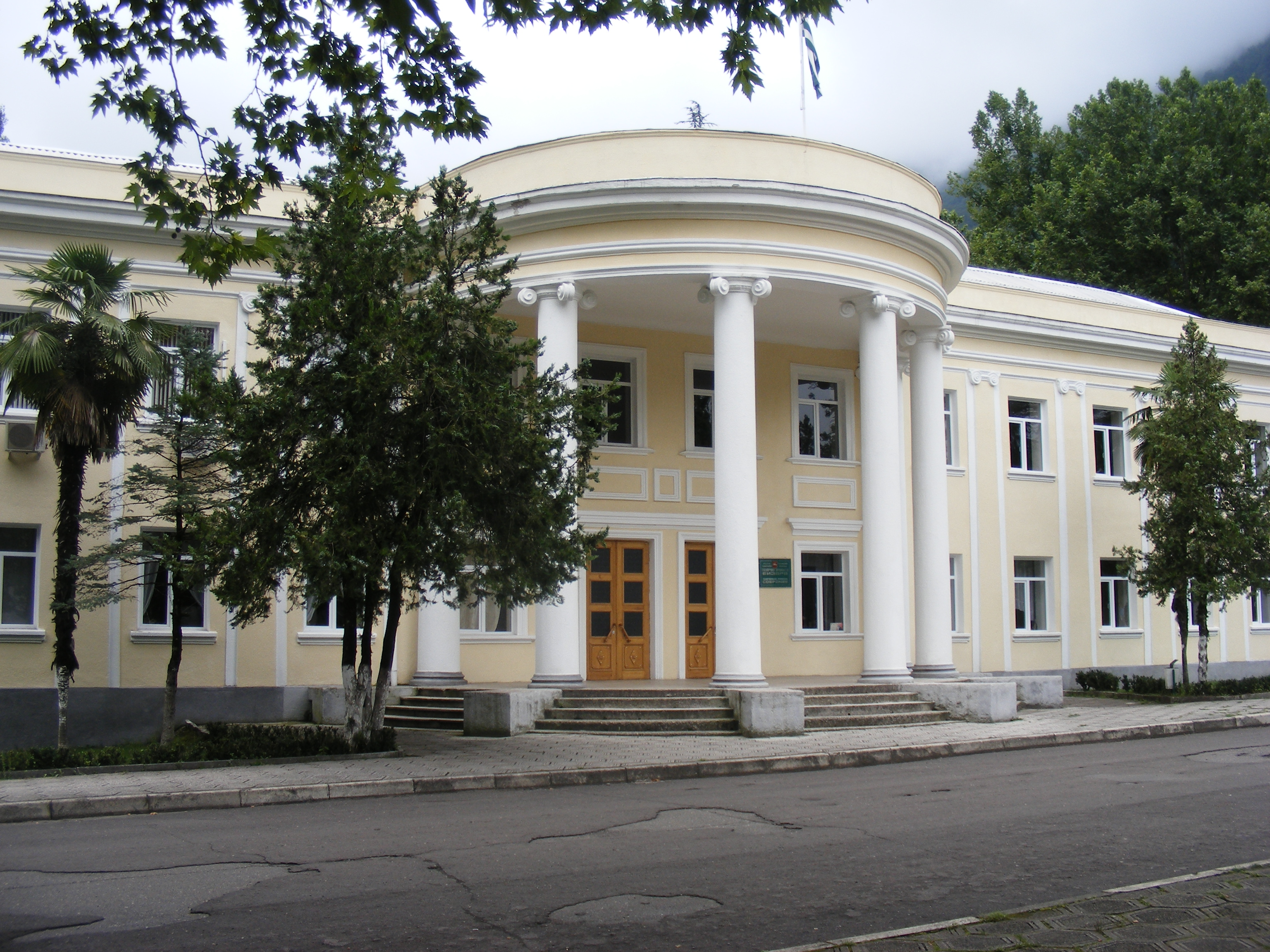
Gemeentehuis

Het toponiem Tkvartsjeli werd in de jaren 1830 voor het eerst op kaarten genoemd. Op Italiaanse kaarten uit het midden van de 17e eeuw staat op deze plek een nederzetting ingetekend met de naam 'Tkvadzja' (Georgisch:: ტკვაჯას), de Italiaanse vertaling van het Georgische toponiem. In de jaren 1930 werd Tkvartsjeli een 'nederzetting met stedelijk karakter' vanwege de exploitatie van steenkoolerts en in 1942 verkreeg het de stadsstatus. Deze industrie betekende ook een snelle groei van de stad. Er werd een spoorlijn vanaf Otsjamtsjire aangelegd voor onder andere het vervoer van de steenkool naar de metallurgische fabriek in de oost-Georgische stad Roestavi. Tkvartsjeli werd ook aangemerkt als balneologisch kuuroord, en kreeg sanatoria en baden.

### Georgisch-Abchazisch conflict
Tijdens de Georgisch-Abchazische burgeroorlog werd Tkvartsjeli door de Georgische zijde ruim een jaar belegerd, wat een humanitaire crisis veroorzaakte. Vanaf de aanvang van het conflict hielpen Russische milities mee aan Abchazische zijde in de verdediging van de stad tegen het Georgische leger. Rusland onderhield een luchtbrug met voedsel, medicijnen en evacueerde ook burgers.
Op 14 december 1992 werd bij het dorp Lata een Mi-8 helikopter neergeschoten die tientallen vrouwen en kinderen uit Tkvartsjeli evacueerde. Een maand later werd een Russische helikopter onderweg naar Tkvartsjeli door de Georgiërs gedwongen te landen omdat het volgens hen om een illegale vlucht ging. Human Rights Watch documenteerde dat de Russische milities en hun bewapening via de hulpvluchten in Tkvartsjeli kwamen. Het beleg van Tkvartsjeli duurde tot het eind van de burgeroorlog.
De Abchazische separatisten veranderden rond 1993 de naam in het Abchazische Tkwartsjal. De Georgische autoriteiten bleven Tkvartsjeli gebruiken.

## Demografie
Op 1 januari 2022 telde Tkvartsjeli 5.044 inwoners. In de jaren 1990 verloor de stad ruim driekwart van de bevolking door het Georgisch-Abchazisch conflict en het uiteenvallen van de Sovjet-Unie.
De stad werd volgens de volkstelling van 2011 in meerderheid door Abchaziërs bewoond (66,5%), met Georgiërs als tweede bevolkingsgroep (17,5%) gevolg door Russen (9,7%). In 1989 was bijna een kwart van de stad Russisch. De Abchazische gemeenschap was met 42,3% de grootste etnische groep, terwijl 23,4% van de stad Georgisch was.
| Aantal | 1.426 | 1.950 | 8.434 | 28.440 | 25.805 | 21.805 | 21.578 | 4.786 | 5.013 | 5.044 |
| Verantwoording data: 1926-2011. Volkstellingen 2003 en 2011, jaaropgave 1 januari 2022. Noot: De Abchazische cijfers vanaf 1994 worden niet erkend door Georgië. |       |       |       |        |        |        |        |       |       |       |

## Vervoer
Tkvartsjeli is met de rest van Abchazië verbonden met de Georgische nationale route Sh9 langs de rivier Galidzga naar Otsjamtsjire. De spoorlijn Otsjamtsjire - Tkvartsjeli is buiten gebruik.